# Абдуллах, Мешаль
Мешаль Абдуллах (араб. مشعل عبد الله‎; род. 2 мая 1984, Доха) — катарский футболист, нападающий. Выступал за сборную Катара.

## Клубная карьера
Мешаль Абдуллах начинал свою карьеру футболиста в катарском клубе «Аль-Ахли» в сезоне 1999/2000. В сезоне 2007/2008 он провёл за катарскую «Ас-Сайлию», после чего вернулся в «Аль-Ахли». В сезоне 2010/2011 Мешаль Абдуллах представлял «Аль-Гарафу», а затем два года выступал за «Катар СК». В середине 2013 года нападающий вновь вернулся в «Аль-Ахли». В Старс-лиге 2014/2015 Мешаль Абдуллах занял с 11 забитыми голами шестое место в списке лучших бомбардиров турнира, а в следующем сезоне — третье место с 18 мячами.

## Карьера в сборной
20 сентября 2003 года Мешаль Абдуллах дебютировал в составе сборной Катара, выйдя в основном составе в домашней игре против команды Кувейта, проходившей в рамках отборочного турнира Кубка Азии 2004. Спустя четыре дня в том же турнире он забил свой первый гол за национальную сборную, открыв счёт матче с Палестиной.
Нападающий был включён в состав сборной Катара на Кубок Азии 2015 в Австралии, где сыграл во всех трёх матчах своей команды на турнире.

## Достижения
Сборная Катара
- Победитель Кубка наций Персидского залива: 2014